# Le Mémorial de Sainte-Hélène (film)
Pour les articles homonymes, voir Mémorial (homonymie).
Pour plus de détails, voir Fiche technique et Distribution.
Le Mémorial de Sainte-Hélène ou La Captivité de Napoléon est un court métrage muet français réalisé par Michel Carré, sorti en 1911.
Le film est une adaptation du livre d'Emmanuel de Las Cases Le Mémorial de Sainte-Hélène, récit dans lequel celui-ci a recueilli les mémoires de Napoléon Bonaparte au cours d'entretiens quasi quotidiens avec l'Empereur, lors de son exil sur l'île de Sainte-Hélène.

## Fiche technique
- Titre : Le Mémorial de Sainte-Hélène
- Titre alternatif : La Captivité de Napoléon
- Réalisation : Michel Carré
- Scénario : Michel Carré, d'après l'œuvre d'Emmanuel de Las Cases
- Photographie : Pierre Trimbach
- Montage :
- Producteur :
- Société de production : Société cinématographique des auteurs et gens de lettres (S.C.A.G.L.)
- Société de distribution :  Pathé Frères (France)
- Pays d'origine :  France
- Langue : film muet avec les intertitres en français
- Métrage : 610 mètres
- Format : Noir et blanc — 35 mm — 1,33:1 —  Muet
- Genre : Film dramatique, Film historique
- Durée : 20 minutes 20
- Dates de sortie :
  -  France : 15 septembre 1911

## Distribution
- Laroche : Napoléon
- Georges Tréville : Hudson Lowe
- Roger Monteaux : Blackeney
- Émile Mylo
- Gaston Sainrat
- Herman Grégoire
- Jules Mévisto
- Maria Fromet
- Eugénie Nau
- Charlotte Barbier
- Madeleine Fromet
- Dupont-Morgan

## Critiques
- Dans sa rubrique « Les Films tels qu'ils sont », Le Courrier cinématographique no 9 du 9 novembre 1911 critiquait le film en ces termes : « … serait tout à fait remarquable si la première partie n'en était pas monotone. Le dénouement est touchant et superbement rendu. »